# Dixa barraudi
Dixa barraudi är en tvåvingeart som beskrevs av Freeman 1948. Dixa barraudi ingår i släktet Dixa och familjen u-myggor. Inga underarter finns listade i Catalogue of Life.